# حليمة سلطان
حليمة سلطان واسمها الرسمي الكامل دولتلو عصمتلو حليمة، والدة سلطان (السلطانة الأم) عالية الشأن حضرتليري (حوالي سنة 1571 ـ حوالي سنة 1639)، زوجة السلطان محمد الثالث ووالدة السلطان مصطفى الأول وهي إما أبخازية أو جورجية الأصل. كانت أول امرأة تحمل لقب السلطانة الأم مرتين والمرأة الوحيدة التي عملت بصفتها السلطانة الأم مرتين لنفس الابن.
أنجبت ما لا يقل عن أربعة أبناء وهم ولدان (شاهزاده محمود) و(مصطفى الأول) وابنتان (هاتيس سلطان) و(شاه سلطان). كانت بحكم الواقع مشاركة في الحكم بصفتها السلطانة الأم من (22 نوفمبر 1617 إلى 26 فبراير 1618) ومرة أخرى من (19 مايو 1622 إلى 10 سبتمبر 1623) لأن ابنها كان غير مستقر عقليًا. كما كانت حليمة من الشخصيات البارزة في العصر المعروف باسم سلطنة المرأة.
عاشت حليمة في الإمبراطورية العثمانية كمستشارة ملكية في عهد ستة سلاطين: مراد الثالث، محمد الثالث، أحمد الأول، مصطفى الأول، عثمان الثاني، مراد الرابع.